# Michał Rachoń
Michał Paweł Rachoń (ur. 22 października 1978) – polski działacz polityczny, dziennikarz, publicysta prasowy, radiowy i telewizyjny, koszykarz.

## Życiorys
Urodził się 22 października 1978. Uprawiał koszykówkę w klubie AZS Politechnika Gdańska (200 cm wzrostu; pozycje: silny skrzydłowy, środkowy). W sezonie 2004/2005 rozegrał w jej barwach 10 meczów w II lidze, zdobywając 2,5 punktu na mecz. Występował również w zespole GTK Gdynia (4 mecze w sezonie 2012/2013), do którego trafił w 2012 z Nola Team. Był zawodnikiem III-ligowego klubu KS Legion Legionowo.
Ukończył studia z zakresu politologii na Wydziale Nauk Społecznych Uniwersytetu Gdańskiego. Jego praca magisterska dotyczyła kampanii wyborczej Stanisława Tymińskiego (1990). Studia podyplomowe odbywał w Studium Europy Wschodniej Uniwersytetu Warszawskiego.
Od 16 roku życia pracował przy obsłudze turniejów tenisowych z cyklu Idea Prokom Open sponsorowanych przez Ryszarda Krauzego. Był rzecznikiem prasowym tychże turniejów, a także regat i zlotu jachtów pod nazwą „Baltic Sail”, organizowanych przez prezydenta Gdańska Pawła Adamowicza. Zajmował się też PR w stowarzyszeniu Sopot March Racing Center. W 2011 pracował przy organizacji mistrzostw Europy w koszykówce kobiet.
Według relacji prasowej początkowo był zbliżony do środowiska Platformy Obywatelskiej. W 2002 został działaczem Prawa i Sprawiedliwości. Wraz z Jakubem Świderskim organizował happeningi polityczne. W wyborach do Parlamentu Europejskiego z 2004 prowadził kampanię Anny Fotygi (PiS). W Sopocie prowadził akcje polityczne wymierzone w prezydenta tego miasta, Jacka Karnowskiego, a także w Ryszarda Krauzego i Pawła Adamowicza. Od marca do sierpnia 2007 pełnił funkcję rzecznika prasowego Ministerstwa Spraw Wewnętrznych i Administracji. Od lipca 2008 do stycznia 2012 był rzecznikiem prasowym Prawa i Sprawiedliwości w Sopocie. W tym okresie działał m.in. w czasie referendum w sprawie odwołania prezydenta Sopotu, Jacka Karnowskiego (17 maja 2009).
W 2012 podjął współpracę z tygodnikiem „Gazeta Polska”, a także z powiązanym dziennikiem „Gazeta Polska Codziennie”, miesięcznikiem „Niezależna Gazeta Polska – Nowe Państwo” oraz portalem Niezalezna.pl. Współtworzył również serwis Abcnet.com.pl. Do marca 2013 był członkiem rady programowej TVP Gdańsk. W 2013 został prowadzącym poranne pasmo Polska na dzień dobry w Telewizji Republika. Na antenie tej stacji prowadził również program Co wiemy oraz blok Republika na żywo.
13 stycznia 2016 został zastępcą dyrektora Telewizyjnej Agencji Informacyjnej ds. publicystyki. Odwołany z tego stanowiska 11 marca 2016. Od 14 lutego 2016 do 19 grudnia 2023 prowadził audycję Woronicza 17 na antenie TVP Info, a od 14 marca 2016 do 19 grudnia 2023 był gospodarzem programu Minęła dwudziesta w TVP Info, pierwotnie prowadząc jego wydania we wtorki, środy i czwartki. Był także jednym z prowadzących program Gość Poranka na antenie TVP Info. Od 22 lutego do 9 maja 2016 współprowadził poniedziałkowe wydanie Sygnałów Dnia w Programie I Polskiego Radia. W lutym 2017 został ogłoszony jednym z prowadzących codzienną audycję Kwadrans polityczny w TVP1, a w lipcu 2017 piątkowy program Forum. Od grudnia 2018 do 7 grudnia 2023 prowadzący poranną audycję w Polskim Radiu 24.
W 2016, za przeprowadzenie w grudniu 2014 relacji na żywo ze złożenia zeznań przed sądem przez prezydenta Bronisława Komorowskiego, będącego świadkiem w tzw. aferze marszałkowej, otrzymał od Stowarzyszenia Dziennikarzy Polskich Główną Nagrodę Wolności Słowa (uzasadnienie: za ocalenie honoru polskiego dziennikarstwa w sytuacji, kiedy inne media informacyjne zawiodły).
W czerwcu 2019 był specjalnym wysłannikiem Telewizji Polskiej relacjonującym wizytę zagraniczną prezydenta Andrzeja Dudy z małżonką w Stanach Zjednoczonych. W tym samym miesiącu zaczął w TVP Info prowadzić program publicystyczny Jedziemy.
Od lutego 2021 do grudnia 2023 prowadził program Rock Rachoń, nadawany w internetowym, anglojęzycznym kanale Telewizji Polskiej Poland IN. Od czerwca 2021 do grudnia 2023 prowadził z Piotrem Cywińskim magazyn „Spięcie” na temat polityki krajowej i międzynarodowej oraz cykl felietonów pt. „Pole minowe” w Polskim Radiu Opole.
Wraz z historykiem Sławomirem Cenckiewiczem stworzył serial dokumentalny Reset, który w 2023 miał swoją premierę na antenach TVP1 i TVP Info, a z czasem był także emitowany przez Telewizję Republika. Za stworzenie serialu Reset obaj otrzymali nagrodę Klubów „Gazety Polskiej” za rok 2024. Rachoń wspólnie z Cenckiewiczem napisał również książkę pt. Zgoda. Rząd i służby Tuska w objęciach Putina, która wydana została w 2024 roku.
Wraz z Anną Bogusiewicz prowadził debatę przed wyborami parlamentarnymi w 2023 dla Telewizji Polskiej.
Od 21 grudnia 2023 do lutego 2025 prowadził w Telewizji Republika reaktywowaną wersję swojego programu tworzonego dla TVP, tym razem pod nazwą #Jedziemy. Michał Rachoń. 28 grudnia 2023 został dyrektorem programowym tej stacji. Od stycznia 2024 prowadzi tam program Rock Rachon - We’re rolling. W 2024 na antenie tej stacji był także jednym z gospodarzy programu satyryczno-publicystycznego Piachem w tryby. 7 października 2024 dla Telewizji Republika przeprowadził wywiad z kandydatem na prezydenta USA Donaldem Trumpem. Od 11 lutego 2025 jego program nosi nazwę Michał #Rachoń.

## Kontrowersje
Podczas wizyty 1 września 2009 w Polsce premiera Federacji Rosyjskiej, Władimira Putina, Rachoń przebrany za penisa z napisem Put-in uczestniczył w happeningu przed hotelem Sheraton w Sopocie, gdzie przebywał premier Putin. Pierwotnie po happeningu został zatrzymany przez policję za przejście przez jezdnię w niedozwolonym miejscu. Następnie Prokuratura Rejonowa w Sopocie postawiła mu zarzut znieważenia przedstawicielstwa obcego państwa w myśl art. 136 § 3 kodeksu karnego (tj. przestępstwo zagrożone karą do trzech lat pozbawienia wolności), a w 2010 umorzyła śledztwo z uwagi na brak tzw. zasady wzajemności w przepisach polskich i rosyjskich. Akcja Rachonia spotkała się z nieprzychylnym nastawieniem lokalnych działaczy PiS. Sopoccy działacze tej partii, uznając jego zachowanie za naganne, zobowiązali go do zorganizowania pięciu spotkań z młodzieżą na temat stosunków polsko-rosyjskich.
8 stycznia 2015 został siłą usunięty z trwającej konferencji prasowej Wielkiej Orkiestry Świątecznej Pomocy, gdy, działając z ramienia TV Republika, dopytywał o kwestie finansowe, co Jerzy Owsiak uznał za obrażanie i zachowanie hejterskie. W odpowiedzi na to zdarzenie Centrum Monitoringu Wolności Prasy wyraziło dezaprobatę wobec potraktowania Rachonia.
W trakcie tzw. miesięcznicy smoleńskiej w Warszawie 10 lipca 2017 prowadził relację na żywo w obrębie trwającej kontrmanifestacji, w trakcie czego został zaatakowany fizycznie przez jej uczestników. W wydanym oświadczeniu Centrum Monitoringu Wolności Prasy stanowczo zaprotestowało przeciwko temu zdarzeniu, określając zajście jako jaskrawe naruszenie zasady wolności słowa.
4 października 2017 biuro audytu TVP wszczęło postępowanie w sprawie rzekomej kryptoreklamy po tym, gdy w wydaniu audycji Minęła dwudziesta Rachoń zaprezentował fizyczne wydanie tygodnika „Gazeta Polska”.
Podczas wydania audycji Woronicza 17, prowadzonej przez Rachonia, politycy reprezentujący Platformę Obywatelską, Nowoczesną i Polskie Stronnictwo Ludowe opuścili studio i ogłosili bojkot tego programu wraz z jego prowadzącym, określając go jako „rzecznika partii rządzącej” (podczas tejże audycji Adam Struzik powiedział do Rachonia: Pan był i pozostał Pan rzecznikiem PiS-u). Później przedstawiciele tych partii zarzucili Rachoniowi uprawianie propagandy i domagali się jego odsunięcia od prowadzenia programu, co następnie Telewizyjna Agencja Informacyjna w wydanym oświadczeniu określiła jako ingerencję polityczną w pracę dziennikarzy w Polsce.
Według byłego pracownika TVP Mariusza Kowalewskiego zmiana liczby prowadzonych przez Rachonia wydań audycji Minęła dwudziesta (ich redukcja bądź wzrost), która oficjalnie była wyjaśniana przez TVP bojkotem prowadzącego przez partie Platformę Obywatelską i Nowoczesną, w rzeczywistości była rezultatem konfliktu wpływów politycznych, toczonych wewnątrz TVP w ramach obozu władzy PiS, w tym w wyniku działań prezesa Jacka Kurskiego. Od 6 kwietnia 2017 w czwartkowych wydaniach prowadzonej przez Rachonia audycji Minęła dwudziesta występował cyklicznie Wojciech Cejrowski, który 29 listopada 2018 pojawił się po raz ostatni, a jego dalszą nieobecność w programie dyrektor TAI Jarosław Olechowski uzasadnił „potrzebą refleksji”. Cejrowski był jednym z nielicznych gości audycji, opłacanym honorariami za udział. Także w 2018 w czwartkowych wydaniach programu Minęła dwudziesta, prowadzonych przez Rachonia, pojawiały się regularnie inscenizacje, określane jako „Plastusie Basi Pieli”. Po emisji odcinka z 10 stycznia 2019 pojawiły się zarzuty antysemityzmu z powodu ukazania w inscenizacji prezydenta RP Lecha Kaczyńskiego i gwiazdy Dawida na banknocie 200 zł, za co autorka (Barbara Piela) przeprosiła i zrezygnowała z dalszej współpracy z audycją. W konsekwencji tego najpierw zawieszony został wydawca audycji Minęła dwudziesta, a następnie zawieszony w prowadzeniu programów Woronicza 17 i Minęła dwudziesta został także Rachoń. 9 lutego internetowa stacja Prawica media wyemitowała jego autorską audycję, w której z gośćmi programu rozmawiał o zmarłym Janie Olszewskim, byłym premierze RP – miał to być początek cyklicznych rozmów, jednak tego samego dnia władze TVP poinformowały o przywróceniu go do prowadzenia programów i Rachoń zrezygnował ze współpracy z tymże kanałem internetowym.
Pod koniec listopada 2018 ambasador RP w Moskwie Włodzimierz Marciniak został wezwany do Ministerstwa Spraw Zagranicznych Federacji Rosyjskiej w związku z wyświetloną podczas wydania audycji Minęła dwudziesta z 28 listopada 2018 grafiką komputerową zawierającą napis „Achtung Russia!”, w którym dwie litery „ss” były stylizowane na zapis symbolu nazistowskiej formacji SS. Według relacji Mariusza Kowalewskiego żółty plakat o treści „Achtung Russia!” już w 2016 znajdował się w newsroomie portalu TVP.info. W tymże roku szefem tego portalu został kolega Rachonia z czasów studiów, Bartosz Kalich.
W październiku 2024 roku Stowarzyszenie Demagog nagłośniło sprawę książki fińskiej dziennikarki Jessikki Aro o katastrofie smoleńskiej, która ukazała się w Finlandii w maju 2024 roku nakładem wydawnictwa Transatlantic Foundation, świeżo założonego przez Rachonia i Sławomira Cenckiewicza. Stowarzyszenie Demagog podkreśliło, że książka Aro szerzy teorie spiskowe wokół katastrofy smoleńskiej, zainspirowane rozmową Aro z Rachoniem i zupełnie niezweryfikowane przez samą dziennikarkę.

## Życie prywatne
Pochodzi z Sopotu. Jego rodzice, absolwenci AWF, rozwiedli się. Ojciec był zawodowym sportowcem. Ma brata Nikodema, który pełnił funkcję wiceszefa Biura Polityki Międzynarodowej w Kancelarii Prezydenta RP. Jest bratankiem prof. Janusza Rachonia, którego podejrzewał o współpracę ze służbami PRL, mimo że tenże dwa razy przeszedł pozytywnie lustrację.
Związał się z Katarzyną Gójską-Hejke (byłą żoną Krzysztofa Hejkego), z którą ma trzy córki: Leonię (ur. 2014), Zofię (ur. 2016) i Antoninę (ur. 2020), a 29 kwietnia 2017 oboje wzięli ślub kościelny. Mieszka na wsi na Mazowszu. Zadeklarował się jako katolik.

## Poglądy
Michał Rachoń uznaje się za publicystę i dziennikarza. Zaprotestował przeciw określaniu go politykiem mimo jego wieloletniej działalności partyjnej w PiS, w tym pełnieniu funkcji rzecznika politycznego. Jak przyznał, kształtowanie swoich poglądów zawdzięcza Jerzemu Targalskiemu.
W 2011 wyraził opinię, iż „technologia, którą ludzie służb sowieckich poznali w katastrofie mozambickiego Tu-134 w 1986, została wykorzystana w katastrofie polskiego Tu-154 w Smoleńsku w 2010”.